# Budești, Chișinău
Budești este un sat și comună din municipiul Chișinău. 

## Istorie
Satul Budești este menționat documentar pentru prima dată în anul 1455, cu expresia „satul... unde ... este Budul”:
„Cu mila lui Dumnezeu, noi Petru voievod, domn al Țării Moldovei, facem cunoscut cu această carte a noastră tuturor, cari vor căuta la dânsa sau o vor auzi citindu-se, că acest adevărat credincios al nostru și preacinstit boier, pan Mihail logofătul, a slujit mai înainte sfântrăposaților părinților noștri drept și credincios, iar astăzi slujește nouă drept și credincios. De aceia, noi văzându-i cu dreaptă și credincioasă slujbă către noi, l-am miluit cu osebita noastră milă și i-am dat și i-am întărit drept credincioasa lui vislujenie, satele, anume Curtea lui pe Siret, ce a fost a lui Neagoe, și Părtănoșii și la gura Pobratei, unde este jude Cârstea și Danciul, amândouă judeciile, și Heaciul și Valea Seacă, ce și l-a cumpărat dela verii lui Neagoe, și la Răut, Procopeni cu moară și Izbișcea, unde este Danilo și Budul, și prisaca lui la Nistru, anume a lui Bileacou, cu gârla și iezer și cu tot venitul lui și la graniță, sub Sneatin, Gavrilăuți și mai jos de acesta Ivancăuți și, ce l-a cumpărat dela Manea Globnicul și dela copiii lui, și la Nistru, anume Rășcouți, ce l-a cumpărat dela Mândrea Jumătate. Toate aceste mai sus scrise să-i fie lui dela noi uric și cu tot venitul, lui și copiilor lui și fraților lui și nepoților Iui și strănepoților Iui și răstrănepoților lui și întregului neam al lui, cine va fi mai deaproape, nestricat niciodată, în veci.

...

Iar pentru mai mare întăritură acestei toate mai sus scrise, am poruncit credinciosului nostru pan, Petru logofăt, să scrie și să atârne pecetea noastră la această carte a noastră.

A scris Dobrul, în Suceava, în anul 6963 <1455>, luna iulie, 2 zile.”

## Geografie
Satul este situat la 47.064054 - latitudine nordică și 29.003458 - longitudine estică, având o suprafață de aproximativ 2.41 kilometri pătrați, cu un perimetru de 7.36 km2.

## Date demografice
În anul 1997, populația satului Budești a fost estimată la 3957 de cetățeni. La recensământul din anul 2004, populația satului constituia 4497 de oameni, 48.94% fiind bărbați iar 51.06% femei. Structura etnică a populației în cadrul satului arăta astfel: 95.31% - moldoveni/români, 2.20% - ucraineni, 1.29% - ruși, 0.31% - găgăuzi, 0.20% - bulgari, 0.02% - evrei, 0.09% - polonezi, 0.00% - țigani, 0.58% - alte etnii.

## Economie și infrastructură
Liceul teoretic Budești din comună își desfășoară activitatea din anul 2006, când a fost transformat din Școala nr. 61 în liceu.

## Comunități înfrățite
Așezarea este înfrățită cu mai multe localități din Europa: Kaufungen (Germania), Bertinoro (Italia), Comuna Ale (Suedia), Cumpăna, Constanța (România), Comănești (România) etc.